# Todd Holland
Todd Holland (Kittanning, Pensilvânia, 13 de Dezembro de 1961) é um director de televisão e cinema e produtor de televisão norte-americano, mais conhecido por escrever por dirigir a série de televisão de comédia que vai ao ar na National Broadcasting Company (NBC) 30 Rock.

## Vida pessoal
Holland nasceu em Kittanning, Pensilvânia e foi criado em Meadville, Pensilvânia. Ele era um estudante de honra, graduando na Escola Secundária Meadville Area Sr.. Enquanto estava lá, ele se ocupava a escrever, a dirigir e a produzir paródias de vários filmes populares na época. O parceiro romântico de Holland é o actor e cantor Scotch Ellis Loring, que interpretou o Dr. Ron e várias "vozes de musa" em Wonderfalls de Holland.